# گرنج‌ویل (آیداهو)
گرنج‌ویل(به انگلیسی: Grangeville) شهری در شهرستان آیداهو ایالت آیداهو است که جمعیت آن در سرشماری سال ۲۰۱۰ میلادی ۳٬۱۴۱ نفر بوده است.